# Southern Sunrise
Southern Sunrise is een Brits-Nederlandse folkpopband, opgericht in Brighton in het voorjaar van 2012. De band bestaat uit zangeres Shonagh MacLeod, gitarist Arjan Pieters, toetsenist Remco Gerritsen, bassist Daan Gooren en drummer Casper Abeln.

## Geschiedenis
Southern Sunrise ontstond nadat Arjan Pieters en Shonagh MacLeod elkaar hadden leren kennen in de Zuid-Britse badplaats Brighton. Samen schreven ze een nummer voor de toenmalige studie van Pieters, die naar Engeland was verhuisd om als songwriter aan het Brighton Institute of Modern Music te studeren. In juni 2013 bracht de band zijn debuut-ep Brighton uit, een hulde aan de stad waar hun carrière begon. Hierop volgde een succesvolle tournee door Groot-Brittannië, waarna de band naar Nederland verhuisde. Diezelfde zomer tekende de band een contract bij het Amsterdamse Timeless Bookings en volgde een tweede succesvolle tournee, ditmaal door Nederland. Hierbij speelde de band in de grote zaal van Paradiso, opende voor Douwe Bob en Ozark Henry en was de band te gast in het programma Met het Oog op Morgen op Radio 1.
In november datzelfde jaar bracht de band een nieuwe single getiteld Elspeth uit, vernoemd naar het zusje van MacLeod. Deze werd opgenomen met Pablo van de Poel (DeWolff) in zijn Electrosaurus Southern Sound Studio te Utrecht en werd gemasterd in Abbey Road door Adam Nunn (o.a. Mumford & Sons). In het voorjaar van 2014 trok de band weer door het land om deze single te promoten en waren ze onder meer te gast bij RTV Rijnmond en L1. Ook wist de band een endorsement deal met Adams Musical Instruments voor toenmalige drummer Joost Koevoets binnen te slepen.
In de zomer van 2014 ging de band weer de studio in met Pablo van de Poel om aan een nieuwe ep getiteld Feels Like Home te werken. Deze presenteerde de band op 25 september in poppodium Volt te Sittard en werd op 27 september officieel uitgebracht op Southern Music Records. Deze EP leverde de band onder andere optredens op Radio 538 en L1 Radio op en airplay in Nederland, het Verenigd Koninkrijk en Ierland op, op respectievelijk KX Radio, BBC Introducing en SineFM, en RTÉ 1, radio 1 in Ierland. Ook was de band te gast in het AVROTROS Muziekcafé op NPO Radio 2 in de uitzending van 6 december 2014 naar aanleiding van de nieuwe EP.

## Leden
- Shonagh MacLeod - zang
- Arjan Pieters - gitaar en ukelele
- Remco Gerritsen - toetsen
- Daan Gooren - basgitaar
- Casper Abeln - drums

## Discografie
- Brighton (ep, 2013)
- Feels Like Home (ep, 2014)